# Prasat Ban Muang Chan
Le Prasat Ban Muang Chan (ou Cham) est un chedi situé près de Muang Chan dans la  province de Si Saket en Thaïlande. On estime la date de construction entre 1000 et 1200. C'est un bâtiment carré à coins indentés de 3 mètres sur 3, et haut de 15 mètres environ. La structure en brique est assise sur une base en forme de lotus. Le sommet est à trois étages se terminant en forme de lotus. Il est situé à proximité immédiate d'un wat moderne.

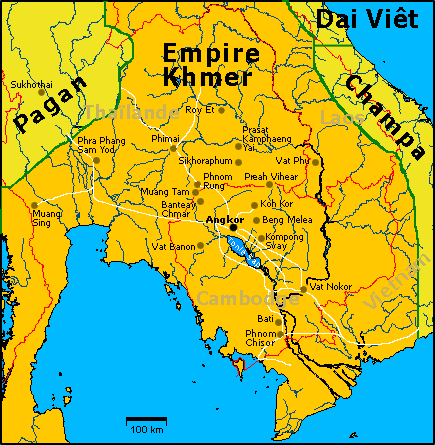
Principaux sites khmers

## Photographies

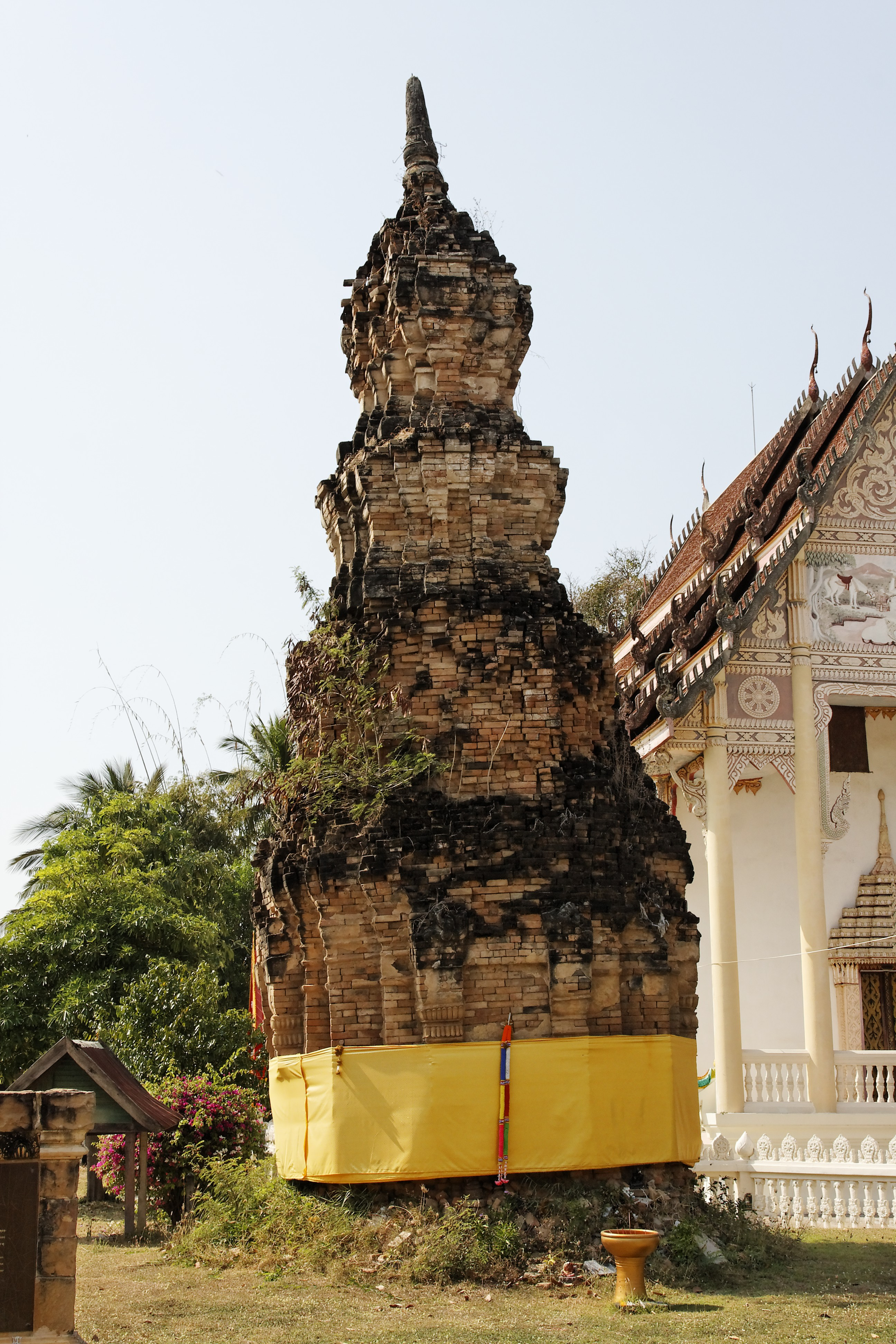
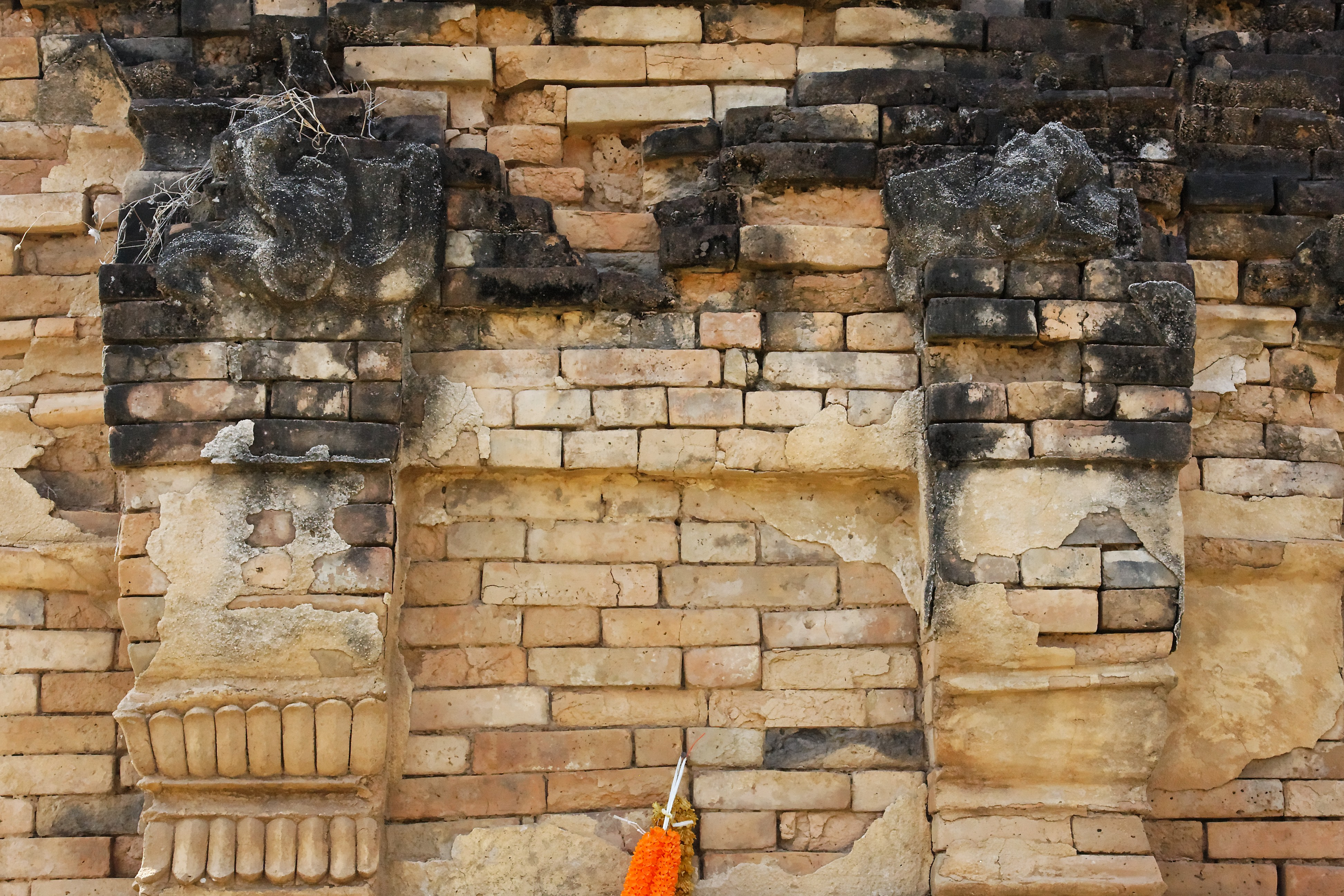